# Christine Kirch
Christine Kirch (Guben, ca. 1696 – Berlín, 6 de maig de 1782) va ser una astrònoma alemanya.
Era la filla de la parella d''astrònoms Gottfried Kirch i Maria Margarethe Kirch, i germana de Christfried Kirch. Ella i la seva germana Margaretha Kirch van rebre formació en astronomia a partir dels deu anys i van fer d'assistents del seu germà. Christine va ajudar el seu germà en observacions i càlculs.
Christine Kirch va ajudar a calcular calendaris astronòmics, però va ser poc reconeguda per aquesta feina per l'Acadèmia de Ciències de Berlín. Va crear el calendari Silensia i va calcular l'almanac i efemèrides per l'Acadèmia de Ciències de Berlin.